# High Orbit Ion Cannon
High Orbit Ion Cannon (HOIC), és una aplicació d'atac de denegació de servei i stress testing de codi obert escrita en Visual Basic i dissenyada per atacar fins a 256 URLs simultàniament. Es va dissenyar per reemplaçar el Low Orbit Ion Cannon, aplicació desenvolupada per Praetox Technologies i posteriorment alliberada a domini públic. El febrer de 2012, Prolexic Technologies publicaria detalls tècnics sobre el HOIC i diferents estratègies per protegir les pàgines web d'aquest tipus d'atac.

## Desenvolupament
El HOIC es va introduir cap a finals de l'Operació Payback i es va popularitzar posteriorment gràcies al col·lectiu Anonymous. Al mateix temps les agències de seguretat van començar a investigar el grup i van detenir 13 activistes que hi tenien connexions, acusats d'organitzar i coordinar l'atac. Això va forçar als membres del col·lectiu a repensar-se l'estratègia i posteriorment van iniciar l'Operació Leakspin. Tot i això, gran part d'Anonymous es va continuar centrant en atacs de denegació de servei. El problema era que el Low Orbit Ion Cannon no era prou potent per causar problemes a les pàgines web objectiu, amb un nombre tan limitat d'usuaris. Per això es va dissenyar el High Orbit Ion Cannon que podia causar problemes amb un nombre reduït d'usuaris, de fins a només 50. Si s'incrementen el nombre de participants coordinats al HTTP Flood els danys a la pàgina web objectiu s'incrementen exponencialment.
El High Orbit Ion Cannon va ser la primera eina d'aquest tipus de tenir suport dels anomenats "booster files", mòduls configurables VBscript que aleatorietzaven els encapçalaments HTTP dels ordinadors atacants, permetent milers de combinacions completament aleatòries. A més a més de permetre als usuaris d'implementar aquestes contramesures aleatòries, els booster files del HOIC també poden incrementar la magnitud dels atacs.